# 그레이트 데인

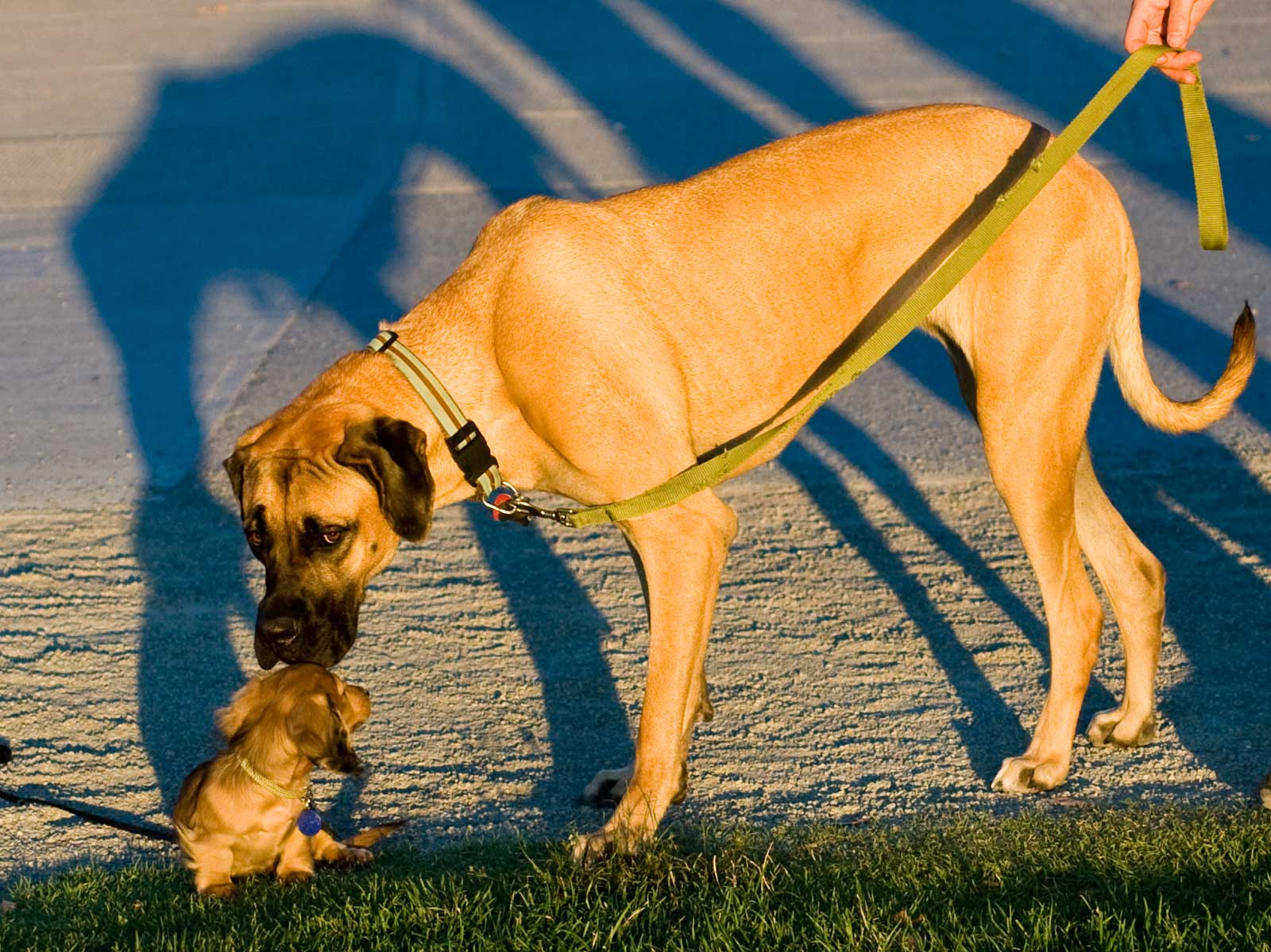
그레이트 데인

그레이트 데인(영어: Great Dane)은 기원은 확실하지 않으나 멧돼지를 사냥한 개로서 용맹성에 있어 개의 왕이라 불리고 있다. '그레이트 데인'이란 말은 '커다란 덴마크의 개'라는 뜻을 지니고 있지만, 진짜 원산은 덴마크가 아니고 독일이다. 독일어로는 도이체 도게(독일어: Deutsche Dogge), 즉 그냥 "독일개"라고 부른다. 어깨높이 70~81cm, 몸무게 45~54kg이다. 체격이 균형잡혔고 달리는 모습이 멋있고 빠르다. 성격은 용맹스럽고 온화하다. 털은 짧고 광택이 있으며 털빛은 주로 노란색, 갈색, 회색 등이고 흰색 바탕에 검은 무늬가 있는 것도 있다.
그러나 수명이 9년 정도로 짧다는 게 단점이다.